# Liu Biao
Liu Biao (pronunciaciónⓘ) (142–208), nombre de cortesía Jingsheng, fue un funcionario del gobierno y señor de la guerra que vivió a finales de la dinastía Han Oriental de China. Sirvió como gobernador de la provincia de Jing (cubriendo los actuales Hubei y Hunan) desde 192 hasta su muerte en 208. También fue miembro de la extensa familia de los emperadores Han a través de su antepasado Liu Yu, el quinto hijo del emperador Jing. Liu Biao fue descrito como un hombre guapo y tenía más de ocho chi de altura (1,86 metros).

## Biografía

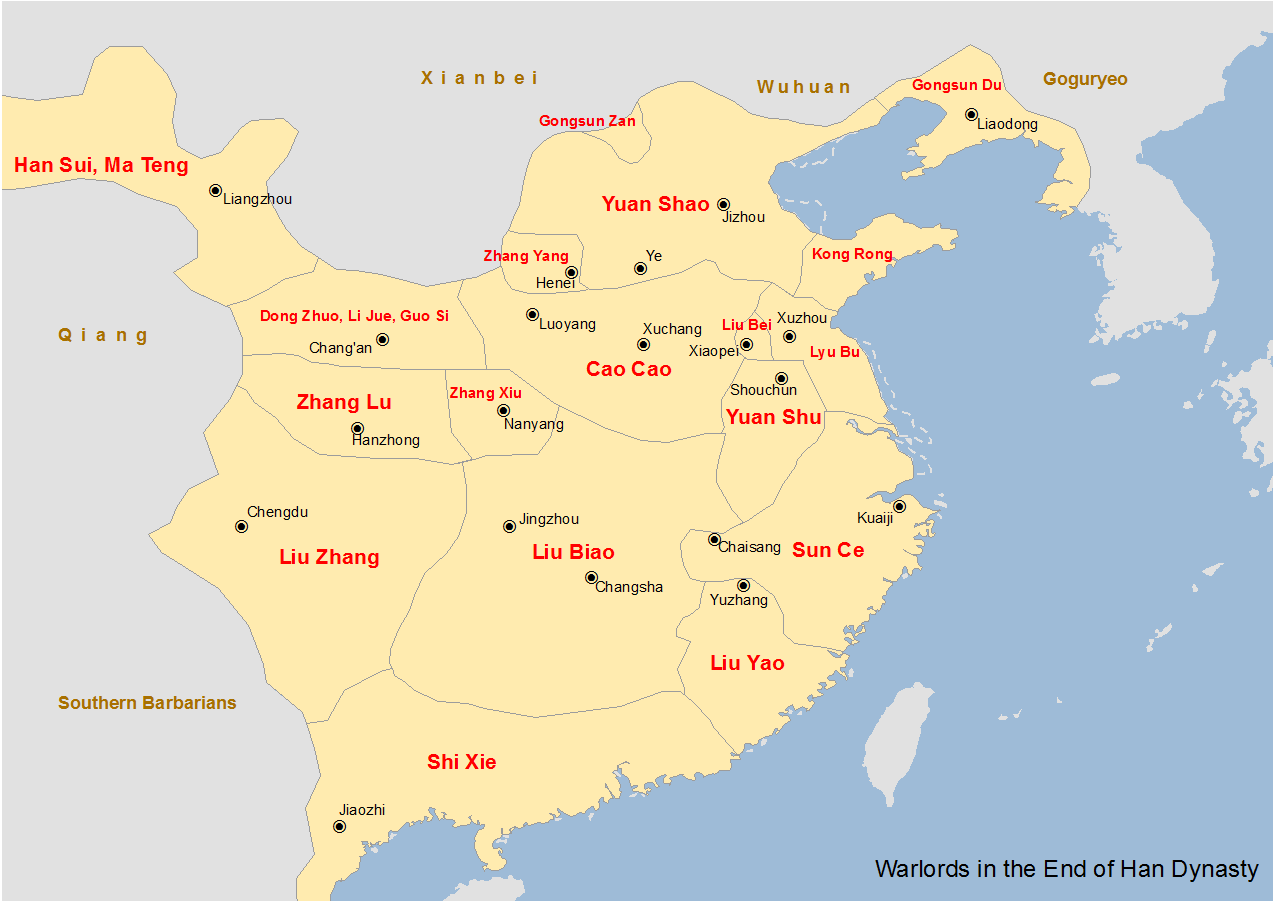
Mapa que muestra los principales señores de la guerra de la dinastía Han en la década de 190, incluido Liu Biao.

Cuando la dinastía Han fue consumida por la guerra después de la Rebelión de los Turbantes Amarillos en 184, Liu Biao ocupó el cargo de gobernador de la provincia de Jing (cubriendo los actuales Hubei y Hunan). Liu Biao más tarde comenzó una guerra contra el señor de la guerra Yuan Shu y su vasallo menor, Sun Jian. Durante la batalla de Xiangyang, Sun Jian fue puesto al mando de un ejército por orden de Yuan Shu de asaltar a Liu Biao en la provincia de Jing. Liu Biao designó a Huang Zu para comandar las fuerzas contra Sun Jian. Huang Zu fue superado por Sun Jian, pero este último fue alcanzado por una flecha y asesinado, terminando efectivamente la batalla a favor de las fuerzas de Liu Biao. Años después, los dos hijos mayores de Sun Jian, Sun Ce y Sun Quan, causaron problemas a Liu Biao mientras buscaban vengar la muerte de su padre. Sin embargo, no lograron la muerte de Liu Biao, ya que atacaron a Huang Zu, en lugar del propio Liu Biao. Mientras Cao Cao (en el norte) estaba ganando fuerza, Liu Biao decidió no ayudar ni obstaculizar sus conquistas, en parte porque le habían dado una derrota contra las fuerzas de Sun Ce en la batalla de Shaxian.
Alrededor del año 200, después de la victoria total de Cao Cao sobre el señor de la guerra rival Yuan Shao en la batalla de Guandu, Liu Biao aún permaneció neutral, a pesar de ser uno de los únicos otros señores de la guerra en posición de oponerse a los dos poderes. Sin embargo, Liu Biao finalmente decidió resguardar a Liu Bei, un enemigo de Cao Cao y a un pariente de profuso linaje cuando Cao Cao derrotó a Yuan Shao, donde Liu Bei estaba previamente protegido después de los eventos de 198. Esto convirtió a Liu Biao en un objetivo de la ira de Cao Cao debido al hecho de que Liu Bei se rebeló contra Cao Cao justo antes de la guerra contra Yuan Shao. Después de que Cao Cao finalizó su unificación del norte de China en 208, dirigió un gran ejército al sur para conquistar la provincia de Jing. Con el enfriamiento de las relaciones entre Liu Biao y Liu Bei, como resultado de la intromisión de la familia de Cai Mao, la gente de Liu Biao se enfrentaba a muchas dificultades. Para empeorar las cosas, el ejército de Sun Quan había derrotado y asesinado a Huang Zu en la batalla de Jiangxia y finalmente destruyó las defensas de Liu Biao al este.
Poco después de que el ejército principal de Cao Cao comenzara su ofensiva, Liu Biao murió de enfermedad. El sucesor de Liu Biao, su hijo menor, Liu Cong, eligió rendirse en lugar de resistir la invasión de Cao Cao. El hijo mayor de Liu Biao, Liu Qi, que había estado en desacuerdo con Liu Cong, se unió al Liu Bei que huía y lo siguió en la batalla de los Acantilados Rojos. Las secuelas de esa batalla dividieron el antiguo dominio de Liu Biao entre los tres bloques de poder resultantes. La provincia de Jing continuó siendo un punto de disputa durante los años restantes de la dinastía Han y hasta bien entrada el período de los Tres Reinos, debido a su posición estratégica entre las tres facciones en guerra, con múltiples batallas y campañas luchadas por el control de la provincia.

## Familia
La primera esposa de Liu Biao, la Señora Chen (陳氏), le dio dos hijos: Liu Qi y Liu Cong. Murió tempranamente, así que Liu Biao tomó una segunda esposa, la Señora Cai (蔡氏) de la influyente familia Cai de Xiangyang. Cuando Liu Cong se casó con la sobrina de la dama Cai, la familia Cai lo favoreció y quería que sucediera a su padre como gobernador de la provincia de Jing, aunque Liu Qi, siendo el hijo mayor debería ser el sucesor legítimo. Una rivalidad entre hermanos se desarrolló entre Liu Cong y Liu Qi. En la novela histórica del siglo XIV Romance de los Tres Reinos, Liu Qi y Liu Cong son medio hermanos por parte de padre ya que la madre de Liu Cong es la Dama Cai, pero históricamente nacieron de la misma madre.
A mediados de 208, Liu Qi encontró una excusa para dejar Xiangyang y servir como Administrador de la Comandancia de Jiangxia. Después de la muerte de Liu Biao a fines de 208, Liu Cong se convirtió en el nuevo gobernador de la provincia de Jing con el apoyo de la familia Cai. Más tarde ese año, se entregó al señor de la guerra Cao Cao cuando este llevó a sus fuerzas a atacar la provincia de Jing. Cao Cao lo nombró inspector de la provincia de Qing. Por otro lado, Liu Qi, que estaba en la Comandancia de Jiangxia, se convirtió en un aliado de los rivales de Cao Cao, Liu Bei y Sun Quan en la batalla de los Acantilados Rojos en el invierno de 208-209. Después de la batalla, Liu Bei nominó a Liu Qi para ser el Inspector nominal de la provincia de Jing, pero Liu Qi murió de enfermedad más tarde ese año.
Liu Biao tuvo al menos un hijo más, Liu Xiu (劉 修), y una hija. Liu Xiu siguió a Liu Cong cuando este último se rindió a Cao Cao y fue a la provincia de Qing para servir como inspector provincial. En 210, Liu Xiu fue nombrado Administrador de la Comandancia Dong'an. Compuso una serie de poemas, rapsodias e himnos formales. La hija de Liu Biao se casó con el pariente Wang Kai de Wang Can (王凱) y dio a luz a Wang Ye.

## Otros parientes
Liu Biao tenía dos sobrinos: Liu Pan (劉 磐) y Liu Hu (劉虎).
Liu Pan participó en las batallas contra el señor de la guerra rival Sun Ce bajo el mando de Huang Zu, el Administrador de la Comandancia Jiangxia. Fue derrotado en batalla por Taishi Ci, un general de Sun Ce. Más tarde, luego de que Liu Biao pacificara la Comandancia Changsha (長沙郡; cubriendo partes del actual Hunan), puso a Liu Pan y Huang Zhong a cargo de la defensa de la comandancia. No se sabe qué le sucedió después de eso. En la novela histórica Romance de los Tres Reinos, Liu Pan luego fue a servir a Liu Bei a través de la recomendación de Huang Zhong.
Liu Hu también participó en la batalla de Shaxian contra Sun Ce bajo el liderazgo de Huang Zu. Aunque, según los informes, muchos de los subordinados de Liu Biao que lucharon en la batalla murieron en acción, no se sabe si Liu Hu fue uno de ellos.

## En la cultura popular
Aparece como uno de los señores de la guerra disponibles entre los que el jugador puede elegir en el videojuego de Creative Assembly, Total War: Three Kingdoms.